# Partito Socialista di Serbia
Il Partito Socialista di Serbia (in serbo Социјалистичка партија Србије, СПС?, Socijalistička partija Srbije, SPS) è un partito politico della Serbia, guidato da Ivica Dačić.
Il SPS è stato fondato il 16 luglio 1990, nato dalla fusione tra la Lega dei Comunisti di Serbia (SKS) e l'Alleanza Socialista dei Popoli Lavoratori di Jugoslavia (SSRNJ); la Lega dei Comunisti di Serbia, guidata da Slobodan Milošević, era a sua volta il ramo serbo della Lega dei Comunisti di Jugoslavia (SKJ), che guidò la Jugoslavia socialista per tutta la sua esistenza. Milošević fu eletto presidente del neonato partito e mantenne tale carica fino al 24 settembre 2000. Alla fondazione, il programma dichiarato del SPS era la costruzione della «Serbia come repubblica socialista, fondata sulla legge e sulla giustizia sociale».

## Storia

### Dal 1990 al 2000

Bandiera in uso dal 1990 fino al 1992

Alle elezioni del 1990, le prime dopo la caduta del regime monopartitico, l’SPS ottenne il 46,1% dei voti ed elesse 194 seggi su 250. Gli altri partiti ad avere una qualche rappresentanza parlamentare furono il Movimento del Rinnovamento Serbo, conservatori (19 seggi), ed il Partito Democratico, socialdemocratici moderati (7 seggi).
Milošević, assunto, di fatto, il controllo della politica serba, decise di agire per rendere del tutto indipendente la Serbia dal resto della Federazione jugoslava. Ai tentativi di Milošević, corrisposero le iniziative indipendentiste della Slovenia e della Croazia. In particolare l'esercito serbo iniziò, nel 1991, un conflitto armato con quello croato per il controllo di alcuni territori di confine tra i due stati, la Krajina e la Slavonia orientale, popolate in maggioranza da serbi. Le due regioni si erano dichiarate indipendenti come Repubblica Serba di Krajina, con capitale a Knin in seguito alla costituzione della Croazia come stato etnico.
Emblematica fu l'occupazione e la distruzione della cittadina di Vukovar da parte dell'esercito serbo. Solo l'intervento dell'ONU pose fine al conflitto, che fu però seguito da quello in Bosnia ed Erzegovina tra serbi, bosgnacchi (bosniaci musulmani) e croati. Milošević sarà poi accusato dal tribunale penale internazionale di crimini contro l'umanità relativamente alle violenze perpetrate in Croazia.
Alle politiche del 1992, SPS perse il 16% dei consensi, calando al 28,8% e perdendo ben 85 seggi. Milošević continuò a governare grazie al sostegno dei nazionalisti del Partito Radicale Serbo (SRS), che avevano ottenuto ben 73 seggi. SRS aveva ottenuto un così ampio consenso grazie alle critiche circa l'insufficiente sostegno del governo serbo alla Republika Srpska ed alla Repubblica Serba di Krajina. In particolare, quest'ultima fu invasa nell'agosto del 1995 dall'esercito Croato che espulse dalla regione oltre trecentomila serbi etnici; senza incontrare però la reazione dell'esercito serbo. Milošević, per consolidare il proprio potere, indisse nel 1993 elezioni anticipate, che effettivamente segnarono un progresso dei socialisti. SPS, infatti, passò al 36,7% ed elesse 123 seggi. Questa volta i socialisti si allearono con il Nuovo Partito Democratico (poi Liberali di Serbia), già Lega dei Giovani Social Democratici di Serbia.
Alle politiche del 1997, i socialisti calarono di poco (-2,4%) ed elessero 110 deputati. Milosevic rimase al governo, sostenuto nuovamente da SRS, che aveva conquistato ben 83 seggi. In questi anni il governo Milošević si caratterizzò per la netta opposizione ad incrementare le forme di autonomia della provincia autonoma del Kosovo, a maggioranza albanese e musulmana. Le proteste di piazza che scaturirono a seguito delle contestate elezioni presidenziali del 2000, ad opera dell'opposizione (in particolare Partito Democratico e Partito Democratico di Serbia), costrinsero Milošević alle dimissioni.

### Dal 2000 ad oggi
L'uscita di scena di Milošević ha determinato un forte ridimensionamento del ruolo del SPS nella vita politica serba. Alle politiche del 2000, infatti, i socialisti ottennero il 13,8% dei consensi, con un calo del 20,5% rispetto alle elezioni precedenti. A stravincere le elezioni fu l'Opposizione Democratica di Serbia, che raccoglieva tutti i partiti centristi, socialdemocratici e liberali, che si erano opposti ai governi di Milošević. ODS ottenne, infatti, il 64% dei voti ed elesse 176 deputati su 250. Primo ministro venne eletto il leader del Partito Democratico (DS), Zoran Đinđić. Nello stesso anno il leader del Partito Democratico di Serbia (DSS), Vojislav Koštunica, venne eletto presidente della repubblica. I socialisti si trovarono, così, estromessi d qualsiasi incarico politico di rilievo.
Alle politiche del 2003, anticipate per l'omicidio del premier Đinđić, i socialisti calarono ulteriormente al 7,6% dei voti. SPS non fu in grado di approfittare delle divisioni dell'ODS, che si divise in tre gruppi, guidati rispettivamente da: DS, DSS e G17. A dispetto del continuo calo di SPS, gli ex alleati di SRS salirono al 27,6%, divenendo primo partito. Sia SPS, che SRS, però, furono nuovamente esclusi dal governo, guidato questa volta da Koštunica del DSS, sostenuto anche dal Movimento Rinnovamento Serbo - Nuova Serbia.
Il calo dei socialisti si è fatto ancora più evidente alle elezioni presidenziali del 2004, dove il candidato del partito non è andato oltre il 3,5% dei consensi. Nel 2006, dopo la morte di Milošević, Ivica Dačić diventa nuovo presidente del partito. I socialisti, alle politiche del 2007, sono riusciti a contenere il proprio calo, riuscendo, anche se di poco (0,9%), a superare lo sbarramento del 5%, eleggendo, così, 16 seggi (6 in meno).
Alle elezioni anticipate del 2008, i socialisti si sono presentati insieme ai pensionati del PUPS. La lista unitaria ha raccolto il 7,6% dei voti, consentendo al SPS di eleggere 15 deputati. Il SPS guidato da Dačić apre dopo le elezioni il nuovo corso riformista ed europeista ispirandosi alla socialdemocrazia europea ed abbandonando il nazionalismo. Entrano pertanto nel governo europeista coi vecchi rivali: i democratici (DS) ed ai liberal-conservatori (G17 Plus).
Alle elezioni del 2012 SPS ha ottenuto un ottimo risultato arrivando terzo e raddoppiando i voti al 14,6% insieme ai pensionati e Serbia Unitaria. La coalizione ha ottenuto 44 seggi di cui 24 sono andati a SPS.
Grazie al risultato positivo SPS riesce a formare il nuovo governo con il Partito Progressista Serbo (primo partito del paese e principale forza di centro-destra) ed altri ed elegge come premier il proprio leader Ivica Dačić.
Nel gennaio 2014 dopo la fine dell'accordo coi progressisti si va a elezioni anticipate e il blocco socialista ottiene il 13,49% confermando 44 deputati (25 al SPS). SPS anche questa volta entra nel governo col Partito Progressista ottenendo la vicepremiership e 3 ministeri nel governo di Aleksandar Vučić.
Alle elezioni anticipate del 2016 i socialisti si alleano con JS, Verdi di Serbia e Partito Comunista ottenendo il 10,95% e 29 seggi (21 al SPS). Dopo le elezioni entra nuovamente nella maggioranza di governo guidata da Vučić.

## Risultati elettorali
| Elezione          | Voti      | %          | Seggi     | Posizione   |
| ----------------- | --------- | ---------- | --------- | ----------- |
| Parlamentari 1990 | 2.320.587 | 46,1       | 194 / 250 | Maggioranza |
| Parlamentari 1992 | 1.359.086 | 28,8       | 101 / 250 | Maggioranza |
| Parlamentari 1993 | 1.576.287 | 36,7       | 123 / 250 | Maggioranza |
| Parlamentari 1997 | 1.418.036 | 34,2**     | 85 / 250  | Maggioranza |
| Parlamentari 2000 | 515.845   | 13,2       | 37 / 250  | Opposizione |
| Parlamentari 2003 | 291.341   | 7,6        | 22 / 250  | Maggioranza |
| Parlamentari 2007 | 227.580   | 5,7        | 16 / 250  | Opposizione |
| Parlamentari 2008 | 313.896   | 7,6***     | 11 / 250  | Maggioranza |
| Parlamentari 2012 | 567.689   | 14,5***    | 24 / 250  | Maggioranza |
| Parlamentari 2014 | 484.607   | 13,5***    | 25 / 250  | Maggioranza |
| Parlamentari 2016 | 413.770   | 10,9****   | 21 / 250  | Maggioranza |
| Parlamentari 2020 | 334.333   | 10,38      | 22 / 250  | Maggioranza |
| Parlamentari 2022 | 429.794   | 11,44***** | 23 / 250  | Maggioranza |
| Parlamentari 2023 | 249,916   | 6.73*****  | 18 / 250  | Maggioranza |

** con JUL e ND

*** con PUPS e JS

**** con JS
***** con JS e ZS
| Elezioni Presidenziali                        | Elezioni Presidenziali | Elezioni Presidenziali | Elezioni Presidenziali | Elezioni Presidenziali | Elezioni Presidenziali | Elezioni Presidenziali | Elezioni Presidenziali                                 |
|                                               | Candidato              | Voti                   | %                      | Voti II turno          | % II turno             | Collocazione           | Note                                                   |
| --------------------------------------------- | ---------------------- | ---------------------- | ---------------------- | ---------------------- | ---------------------- | ---------------------- | ------------------------------------------------------ |
| Elezioni presidenziali in Serbia del 1990     | Slobodan Milošević     | 3.285.799              | 65,34                  |                        |                        | Sinistra (politica)    |                                                        |
| Elezioni presidenziali in Serbia del 1992     | Slobodan Milošević     | 2.515.047              | 53,24                  |                        |                        | Sinistra (politica)    |                                                        |
| Elezioni presidenziali in Serbia del 1997 (1) | Zoran Lilić            | 1,474,924              | 37.70                  | 1,691,354              | 47.90                  | Sinistra (politica)    | Elezioni non valide                                    |
| Elezioni presidenziali in Serbia del 1997 (2) | Milan Milutinović      | 1,665,822              | 43.70                  | 2,181,808              | 59.23                  | Sinistra (politica)    |                                                        |
| Elezioni presidenziali in Serbia del 2002 (1) | Bata Živojinović       | 119,052                | 3.27                   |                        |                        | Sinistra (politica)    | Elezioni non valide                                    |
| Elezioni presidenziali in Serbia del 2002 (2) | Senza Candidato        | Senza Candidato        | Senza Candidato        | Senza Candidato        | Senza Candidato        | Sinistra (politica)    | Elezioni non valide                                    |
| Elezioni presidenziali in Serbia del 2003     | Senza Candidato        | Senza Candidato        | Senza Candidato        | Senza Candidato        | Senza Candidato        | Sinistra (politica)    | Elezioni non valide                                    |
| Elezioni presidenziali in Serbia del 2004     | Ivica Dačić            | 125.952                | 4,04                   |                        |                        | Sinistra (politica)    |                                                        |
| Elezioni presidenziali in Serbia del 2008     | Milutin Mrkonjic       | 245.889                | 5,97                   |                        |                        | Centro-sinistra        |                                                        |
| Elezioni presidenziali in Serbia del 2012     | Ivica Dačić            | 556.013                | 14,23                  |                        |                        | Centro-sinistra        |                                                        |
| Elezioni presidenziali in Serbia del 2017     | Aleksandar Vučić       | 2.010.179              | 55,06                  |                        |                        | Centro-sinistra        | Coalizione di Governo con (Partito Progressista Serbo) |

## Presidenti del partito
- Slobodan Milošević (17 luglio 1990 - 24 maggio 1991)
- Borisav Jović (24 maggio 1991 - 24 ottobre 1992)
- Slobodan Milošević (24 ottobre 1992 - 11 marzo 2006)
- Ivica Dačić (11 marzo 2006 - attualmente)